# Mychajło Kochan
Mychajło Kochan (ur. 22 stycznia 2001) – ukraiński lekkoatleta specjalizujący się w rzucie młotem.
Pierwsze sukcesy na arenie międzynarodowej odniósł w lipcu 2017 roku gdy wygrał mistrzostwa świata U18 oraz był najlepszy podczas olimpijskiego festiwalu młodzieży Europy. W 2018 roku został mistrzem Europy U18 ustanawiając podczas tych zawodów wynikiem 87,82 nieoficjalny rekord świata w tej kategorii wiekowej. Ten sam sezon przyniósł mu także wicemistrzostwo świata juniorów (U20) oraz zwycięstwo w igrzyskach olimpijskich młodzieży. Po zdobyciu latem 2019 roku mistrzostwa Europy U20 wystartował w seniorskich mistrzostwach świata zajmując podczas tej imprezy piąte miejsce. Mistrz Europy do lat 23 z 2021 roku. W tym samym sezonie był czwarty na igrzyskach w Tokio.
Medalista mistrzostw Ukrainy oraz reprezentant kraju w meczach międzypaństwowych i pucharze Europy w rzutach.
Rekordy życiowe: rzut młotem – 81,66 (27 czerwca 2025, Madryt); rzut młotem o wadze 6 kg – 84,73 (19 lipca 2019, Borås), rekord Europy U20; rzut młotem o wadze 5 kg – 87,82 (7 lipca 2018, Győr), najlepszy wynik w historii w kategorii U18.

## Osiągnięcia
| Rok  | Impreza                                  | Miejsce      | Konkurencja        | Pozycja           | Wynik         |
| ---- | ---------------------------------------- | ------------ | ------------------ | ----------------- | ------------- |
| 2017 | Mistrzostwa świata juniorów młodszych    | Nairobi      | rzut młotem (5 kg) | 1. miejsce        | 82,31         |
| 2017 | Olimpijski festiwal młodzieży Europy     | Győr         | rzut młotem (5 kg) | 1. miejsce        | 78,28         |
| 2018 | Mistrzostwa Europy juniorów młodszych    | Győr         | rzut młotem (5 kg) | 1. miejsce        | 87,82         |
| 2018 | Mistrzostwa świata juniorów              | Tampere      | rzut młotem (6 kg) | 2. miejsce        | 79,68         |
| 2018 | Igrzyska olimpijskie młodzieży           | Buenos Aires | rzut młotem (5 kg) | 1. miejsce        | 85,79 + 85,14 |
| 2019 | Puchar Europy w rzutach                  | Šamorín      | rzut młotem        | 1. miejsce        | 76,68         |
| 2019 | Mistrzostwa Europy juniorów              | Borås        | rzut młotem (6 kg) | 1. miejsce        | 84,73         |
| 2019 | Mistrzostwa świata                       | Doha         | rzut młotem        | 5. miejsce        | 77,39         |
| 2021 | Młodzieżowe mistrzostwa Europy           | Tallinn      | rzut młotem        | 1. miejsce        | 77,88         |
| 2021 | Igrzyska olimpijskie                     | Tokio        | rzut młotem        | 4. miejsce        | 80,39         |
| 2022 | Puchar Europy w rzutach                  | Leiria       | rzut młotem        | 1. miejsce (U-23) | 74,59         |
| 2022 | Mistrzostwa świata                       | Eugene       | rzut młotem        | 7. miejsce        | 78,83         |
| 2022 | Mistrzostwa Europy                       | Monachium    | rzut młotem        | 5. miejsce        | 78,48         |
| 2023 | Puchar Europy w rzutach                  | Leiria       | rzut młotem        | 1. miejsce (U-23) | 75,80         |
| 2023 | II dywizja drużynowych mistrzostw Europy | Chorzów      | rzut młotem        | 1. miejsce        | 77,03         |
| 2023 | Młodzieżowe mistrzostwa Europy           | Espoo        | rzut młotem        | 1. miejsce        | 77,21         |
| 2023 | Mistrzostwa świata                       | Budapeszt    | rzut młotem        | 5. miejsce        | 79,59         |
| 2024 | Puchar Europy w rzutach                  | Leiria       | rzut młotem        | 1. miejsce        | 78,13         |
| 2024 | Mistrzostwa Europy                       | Rzym         | rzut młotem        | 3. miejsce        | 80,18         |
| 2024 | Igrzyska olimpijskie                     | Paryż        | rzut młotem        | 3. miejsce        | 79,39         |
| 2025 | Puchar Europy w rzutach                  | Nikozja      | rzut młotem        | 6. miejsce        | 76,11         |
| 2025 | I dywizja drużynowych mistrzostw Europy  | Madryt       | rzut młotem        | 1. miejsce        | 81,66         |
| 2025 | Uniwersjada                              | Bochum       | rzut młotem        | 1. miejsce        | 77,10         |

## Odznaczenia
- Order „Za zasługi” III klasy (2024)[2]